# Спорт Лорето
Спорт Лорето (на испански: Sport Loreto) е перуански професионален футболен отбор от Пукалпо, регион Укаяли. Основан е на 3 септември 1939 г. Играе в перуанската втора дивизия.

## История
През 2014 г. печели Копа Перу и за първи път в историята си промоция за Примера Дивисион, където обаче остава само един сезон. Освен футбол, Спорт Лорето има и баскетболен и волейболен отбор.

## Футболисти

### Известни бивши футболисти
- Диего Майора

## Успехи
- Копа Перу:
  - Носител (1): 2014
- Лига Департаментал де Укаяли:
  - Шампион (3): 2006, 2013, 2014
- Лига Департаментал де Лорето:
  - Шампион (1): 1973
- Лига Провинсиал де Коронел Портийо:
  - Шампион (2): 2006, 2014
  - Вицешампион (1): 2013
- Лига Дистритал де Кайерия:
  - Шампион (1): 2012

## Рекорди
- Най-голяма победа: 8:1 срещу Аипса, 6 ноември 20131976 г.
- Най-голяма загуба: 5:1 срещу Дефенсор Ла Бокана, 30 ноември 2014 г.
- Най-много голове: Диего Майора – 51 гола